# Denia (Cypr)
Denia (gr. Δένεια) – wieś na Cyprze, w dystrykcie Nikozja.